# Île Thurlow Ouest
L'île Thurlow Ouest (en anglais : West Thurlow Island) est une des îles Discovery, dans le détroit de Géorgie, en Colombie-Britannique, au Canada. 